# Медејини змајеви
У грчкој митологији, Медејини змајеви били су два крилата змаја која су вукла летеће кочије чаробнице Медеје. Празвала их је да би побјегла из Коринта пошто је убила краља Креонта, његову ћерку Креусу и своју и Јасонову дјецу. Змајеви су поклон од њеног дједа, бога сунца, Хелија.